# Seabrook Island
Seabrook Island es un pueblo ubicado en el condado de Charleston en el estado estadounidense de Carolina del Sur. El pueblo en el año 2000 tiene una población de 1.250 habitantes en una superficie de 18.4 km², con una densidad poblacional de 79.5 personas por km². 

## Geografía
Seabrook Island se encuentra ubicado en las coordenadas 32°34′56″N 80°9′48″O / 32.58222, -80.16333. Según la Oficina del Censo, el pueblo tiene un área total de 18,4 km² (7,1 mi²), de la cual 15,8 km² (6,1 mi²) es tierra y 2,6 km² (1 mi²) (14.39%) es agua.

### Localidades adyacentes
El siguiente diagrama muestra a las localidades en un radio de 20 kilómetros (12,4 mi) de Seabrook Island.

## Demografía
En el 2000 la renta per cápita promedia del hogar era de $66.548, y el ingreso promedio para una familia era de $84.392. El ingreso per cápita para la localidad era de $49.863. En 2000 los hombres tenían un ingreso per cápita de $50.446 contra $40.000 para las mujeres. Alrededor del 3.80% de la población estaba bajo el umbral de pobreza nacional. 